# Clockmaker
Clockmaker ist ein britischer dokumentarischer Kurzfilm von 1971 von Richard Gayer, der auch das Drehbuch schrieb und den Film, der für einen Oscar nominiert war, schnitt und produzierte.

## Inhalt

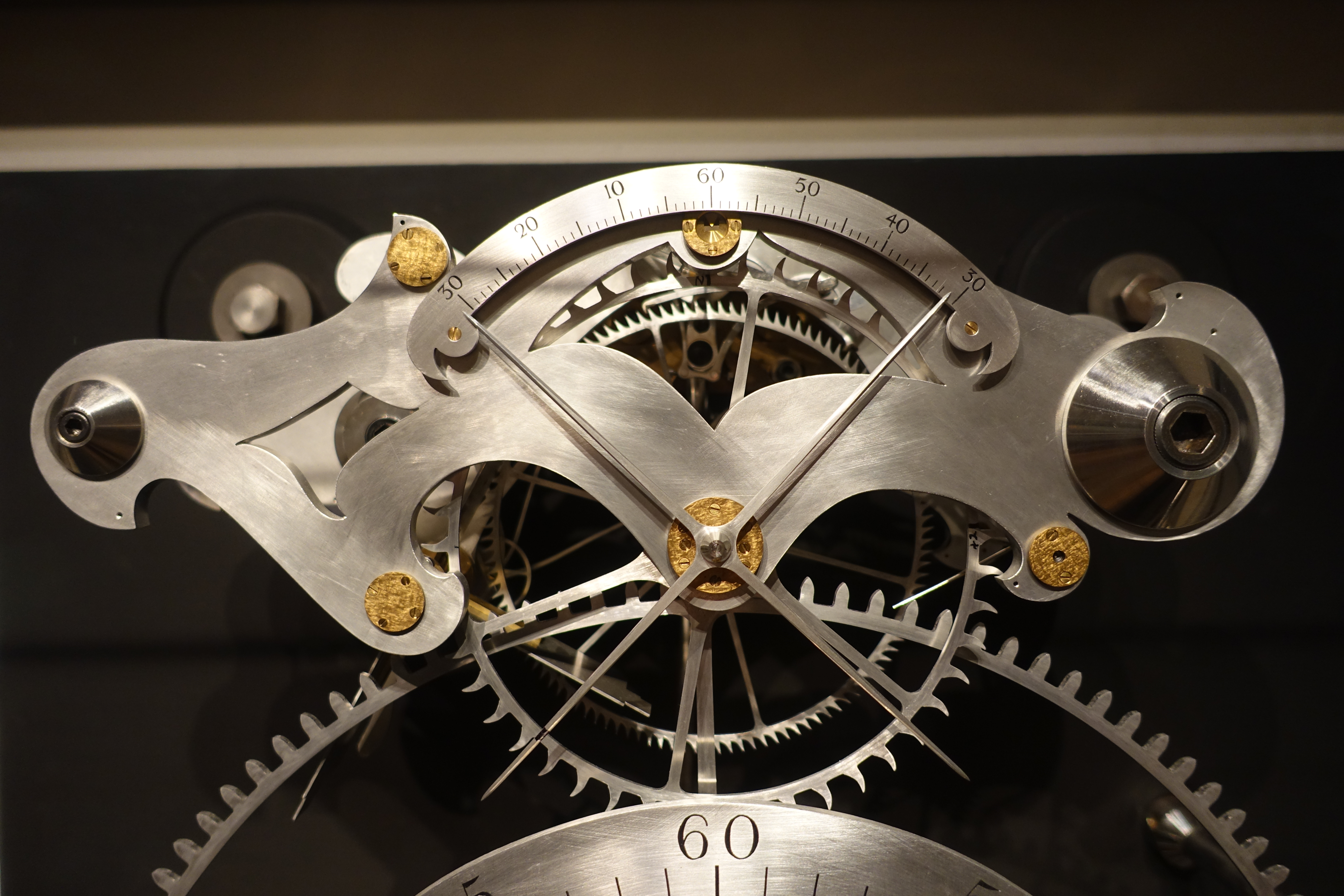
Martin Burgess: Detail einer Uhr am Royal Greenwich Observatory

Der Film wirft einen Blick auf Martin Burgess (1931–2022), einen englischen Meisteruhrmacher, der vor allem durch die Konstruktion von monumentalen Räderuhren bekannt wurde. Burgess, der eine elitäre Privatschule besuchte, machte seine erste Karriere als Restaurator ägyptischer Antiquitäten, bevor er sich der Zeitmessung und dem Uhrmacherhandwerk zuwandte. Schnell spezialisierte er sich auf innovative, monumentale Uhren. Er prägte den Begriff „sculptural horology“ (sinngemäß: bildhauerische/plastische Uhrmacherkunst). 
Burgess beschäftigte sich eingehend mit John Harrison, einem Uhrmacher des 18. Jahrhunderts, der durch Entwicklung einer schiffstauglichen Uhr mit hoher Ganggenauigkeit das sogenannte Längenproblem löste und damit die exakte Messung der geographischen Länge ermöglichte. Burgess verwendete in seinen Uhren viele Techniken Harrisons, so beispielsweise die „Grasshopper-Hemmung“. Bekannt ist Burgess vor allem für seine bizarren, fast immer gigantischen, aber auffallend eleganten Zeitmesser. Im Film steht die Herstellung einer seiner größten Uhren im Fokus, einer über fünf Meter hohen, von Gewichten angetriebenen Konstruktion mit einem Gewicht von etwa 350 Kilogramm.

## Produktion, Veröffentlichung
Produziert wurde Clockmaker von James Street Productions und Richard Gayer Productions. Geleitet wurde die Produktion von Mike Lensvelt.
Im Vereinigten Königreich wurde der Film 1971 veröffentlicht, in den Vereinigten Staaten wurde er im Oktober 1971 auf dem Chicago International Film Festival vorgestellt.

## Auszeichnung
- Oscarverleihung 1974: Oscarnominierung Richard Gayer für und mit Clockmaker in der Kategorie „Bester Kurzfilm“. Der Oscar ging jedoch an Allan Miller und William Fertik und ihren Film The Bolero, der die Vorbereitungen zeigt, die die Musiker des Los Angeles Philharmonic Orchestra für die Vorführung von Ravels Boléro treffen.